# نقاط براشفیلد

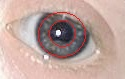
نقاط براشفیلد لکه‌های سفیدرنگ مابین دو دایرهٔ قرمز هستند.

نقاط براشفیلد یا لکه‌های براشفیلد (انگلیسی: Brushfield spots) نقاط یا لکه‌های کوچک و سفید یا خاکستری/قهوه‌ای در حاشیه عنبیه چشم انسان هستند که به دلیل تجمع بافت همبند که جزء طبیعی استرومای عنبیه است، ایجاد می‌شوند. این نشانه پزشکی به نام پزشک بریتانیایی توماس براشفیلد نامگذاری شده‌اند که اولین بار آنها را در پایان‌نامه دکترای پزشکی خود در سال ۱۹۲۴ توصیف کرد.
نقاط براشفیلد یکی از ویژگی‌های مشخصه اختلال کروموزومی نشانگان داون یا تریزومی ۲۱ است. این لکه‌ها در ۳۵ تا ۷۸ درصد از نوزادان مبتلا به سندرم داون دیده می‌شود.
نقاط مشابهی که توسط کروکمان و ولفلین توصیف شده است در افراد بدون سندرم داون یافت می‌شود. این نقاط که اجسام کروکمان-ولفلین نامیده می‌شوند، معمولاً نسبت به لکه‌های براشفیلد تریزومی ۲۱ کمتر مشخص هستند، از نظر تعداد کمتر و بیشتر در به سمت محیط عنبیه قرار دارند.